# Ambrosia bryantii
Ambrosia bryantii là một loài thực vật có hoa trong họ Cúc. Loài này được (Curran) Payne mô tả khoa học đầu tiên năm 1962.